# Albanok
Az albanok (ógörög Ἀλβανοί / Albanoi, latin Albani) az illírek közé tartozó ókori törzs volt. Szállásterületük az Ardaxanosz és az Ardaxosz folyók által közrezárt hegyvidéken, a mai Észak-Albánia középső területein húzódott. Legfőbb településük, Albanopolisz az i. e. 4–2. században élte fénykorát. Az albanok nem tartoztak a jelentős illír törzsek közé, de nevük és szállásterületük gyakori fogódzó az illír–albán kontinuitáselméletet elfogadó – főként albán – tudósok számára, akik a 11. századtól szintén albanok vagy arbanonok/albanonok néven ugyanezen a területen felbukkanó albánok közvetlen őseiként tekintenek az ókori törzsre.

## Területük és történetük

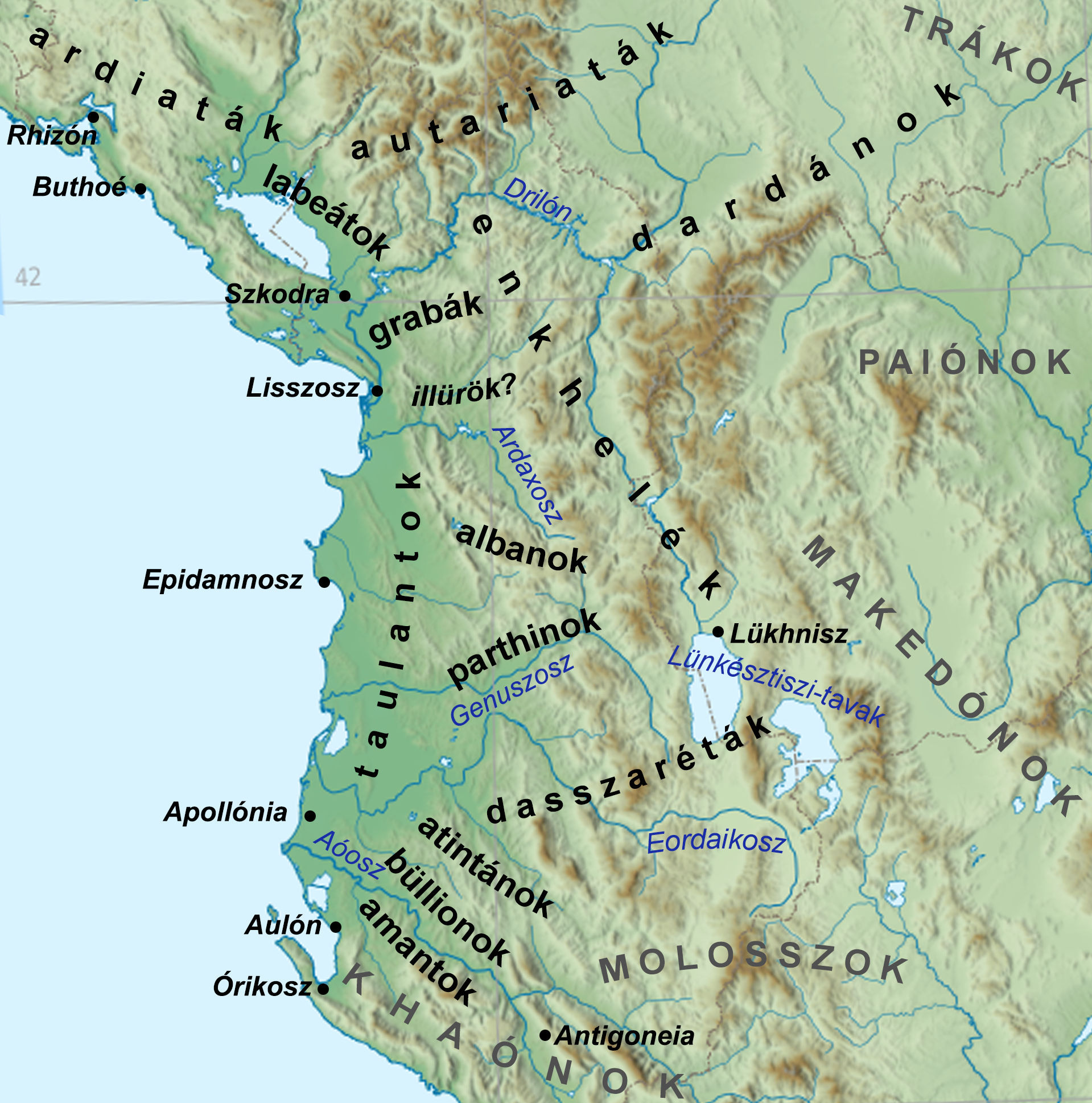
A jelentősebb délillír törzsek hozzávetőleges szállásterülete és szomszédaik az században

Az albanokat az ókori források közül Klaudiosz Ptolemaiosz említette először és utoljára i. sz. 150 körül írt földrajzi munkájában. Szállásterületükként a dyrrhachiumi és lisszoszi partvidéktől keletre,  Oresztisz és Almópia vidékeitől nyugatra húzódó hegyvidéket jelölte meg. A történeti rekonstrukciók szerint ezt a területet keletről a Drilón (Fekete-Drin), délről az Ardaxanosz (Erzen), északról pedig az Ardaxosz (Mat) völgye határolta a mai Észak-Albánia középső részén. Klaudiosz Ptolemaiosz az albanok fő településeként Albanopoliszt említette, amelyet némi bizonytalansággal a mai Kruja közelében található zgërdheshi romokkal azonosítanak.
Az albanok törzsének történetéről nem maradtak fenn korabeli adatok, azon kívül, hogy Klaudiosz Ptolemaiosz szerint a parthinok koinonjához tartoztak. Az Albanopoliszban folyó régészeti ásatások eredményeként ismert, hogy a település az i. e. 6–5. században népesült be, és az i. e. 4–2. században élte a fénykorát, amelynek során a Genuszosztól északra fekvő hegyvidék legjelentősebb városias jellegű, de a hellenizáció alacsony fokán álló illír települése lett. Az i. e. 2. századi harmadik római–illír háborút és a római hódítást követően fokozatosan lehanyatlott, lakossága elhagyta, és a 6. századra elnéptelenedett.

## Szerepük az illír–albán kontinuitáselméletben
A bizánci történetíró, Mikhaél Attaleiatész 1072-es munkájában számolt be az alban (Ἀλβανοί) elnevezésű népről, amely részt vett Geórgiosz Maniakész 1042–1043. évi, IX. Kónsztantinosz elleni lázadásában. Néhány évtizeddel később, 1148-ban Anna Komnéné történeti művében, az Alexiaszban említette az albanonok vagy arbanonok (Ἄλβανον/Ἄρβανον) népét. Mindkét forrás a Dürrakhion és Divré közötti területet említette e nép hazájaként, vagyis pontosan ugyanazt a vidéket, ahol az i. sz. 2. században Ptolemaiosz Klaudiosz az illírekhez tartozó albanokat elhelyezte. Ez az a terület, ahol a 12–13. század fordulóján az Arbanon Fejedelemség kialakult, és amelyre a 14. századi források már regnum Albaniae (’Albánia országa’) néven utalnak.
Az ókori illír albanok és a középkori albanonok/arbanonok (a tulajdonképpeni albánok) közötti elnevezési és földrajzi egyezés számos elméletet hívott életre, különösen az illír–albán kontinuitáselméletet propagáló albán történészek körében kedvelt hivatkozási pont. A két nép megnevezése közötti párhuzam alapján a kutatók egy része elfogadja, hogy a középkorban megjelent albán népnév etimológiája az ókori illír albanok nevére megy vissza. Ennél jóval kisebb konszenzus övezi azt az elméletet, hogy a 11. századi albánok az ókori albanok közvetlen leszármazottai volnának, más szóval közvetlen etnogenetikai kapcsolat állítható fel az illírek és az albánok között, tekintet nélkül az időközben lezajlott, főként szláv népmozgásokra.